# Piskom (góry)
Piskom (Góry Pskemskie; uzb.: Piskom tizmasi; kirg.: Пскем кырка тоосу, Pskem kyrka toosu; ros.: Пскемский хребет, Pskiemskij chriebiet) – pasmo górskie w Tienszanie Zachodnim, na granicy Uzbekistanu i Kirgistanu. Rozciąga się na długości ok. 160 km. Najwyższy szczyt osiąga 4299 m n.p.m. Pasmo zbudowane z wapieni, łupków i granitów. Na zboczach występują łąki alpejskie i subalpejskie. Niższe partie i doliny rzeczne porośnięte są rzadko rosnącymi, niskimi drzewami i krzewami.